# Everything I Love
Everything I Love ist ein Jazzalbum von Roland Hanna. Die im Juni 2002, kurz vor Hannas Tod, im SUNY Performing Arts Center, Purchase, New York entstandenen Aufnahmen erschienen im November 2002 auf IPO Recordings.

## Hintergrund
Sir Roland Hanna zählte zu einer Gruppe von Pianisten, zu denen Hank Jones, Barry Harris, Tommy Flanagan und Mulgrew Miller gehörten. Diese Pianisten teilen gemeinsam eine ungezügelte Urbanität und Anmut, schrieb C. Michael Bailey, Jeder von ihnen habe sich in verschiedenen Stilen und Genres bedient, bevor er Musik mit seinem eigenen unauslöschlichen Charakter prägte. Nirgendwo sei dies besser zu hören, als wenn insbesondere Sir Roland Hanna solo auftrat, wie er es bei Everything I Love tat, das kurz vor seinem Tod aufgenommen wurde. Dieses Album ist eine von zwei Aufnahmen, die Hanna noch für IPO Recordings als ersten Satz von drei Veröffentlichungen gemacht hat.
Hannas Repertoire in Everything I Love besteht hauptsächlich aus Standards und spiegelt dessen Bevorzugung von Moll-Tonarten wider, notierte Doug Ramsey, die seine Blues-Neigungen förderten. Seine Rachmaninoffsche Einführung in I Hear a Rhapsody sei typisch für Hannas Fähigkeit, klassische Techniken zu integrieren, ohne in die pianistische Darstellung zu verfallen. Mit Stephen Sondheims Comedy Tonight wählte er einen Titel, der von Jazzmusikern selten in Angriff genommen wird.

## Titelliste
- Sir Roland Hanna: Everything I Love (IPO Recordings – IPOC 1002)[3]

1. Comedy Tonight (Stephen Sondheim) – 3:19
2. Bags - A Tribute (Roland Hanna) – 5:23
3. Lullaby of the Leaves (Bernice Petkere, Joe Young) – 2:48
4. I Hear a Rhapsody (George Fragos, Jack Baker, Dick Gasparre) – 6:30
5. You’d Be So Nice to Come Home To (Cole Porter) – 5:22
6. Send in the Clowns (Sondheim) – 4:50
7. In the Blue of the Evening (Al D'Artega, Tom Adair) – 5:26
8. All Blues (Miles Davis) – 5:57
9. Comes Autumn (Hanna) – 7:18
10. Embraceable You (George Gershwin, Ira Gershwin) – 6:30
11. How Deep Is the Ocean? (Irving Berlin) – 7:24
12. Alone Together (Arthur Schwartz, Howard Dietz) – 6:45
13. Ev’rything I Love (Porter) – 4:39

## Rezeption
Scott Yanow vergab an das Album in AllMusic vier Sterne und meinte, bei Everything I Love sei Roland Hanna in einer entspannten Stimmung und vertiefe sich in eine Vielzahl starker Melodien. Dabei schreite er leicht voran, verändere die Stimmung und das Tempo genug, um das eigene Interesse aufrechtzuerhalten, und zeige, dass er ein meisterhafter Interpret war. Sein Soloausflug sei eine ständige Freude.

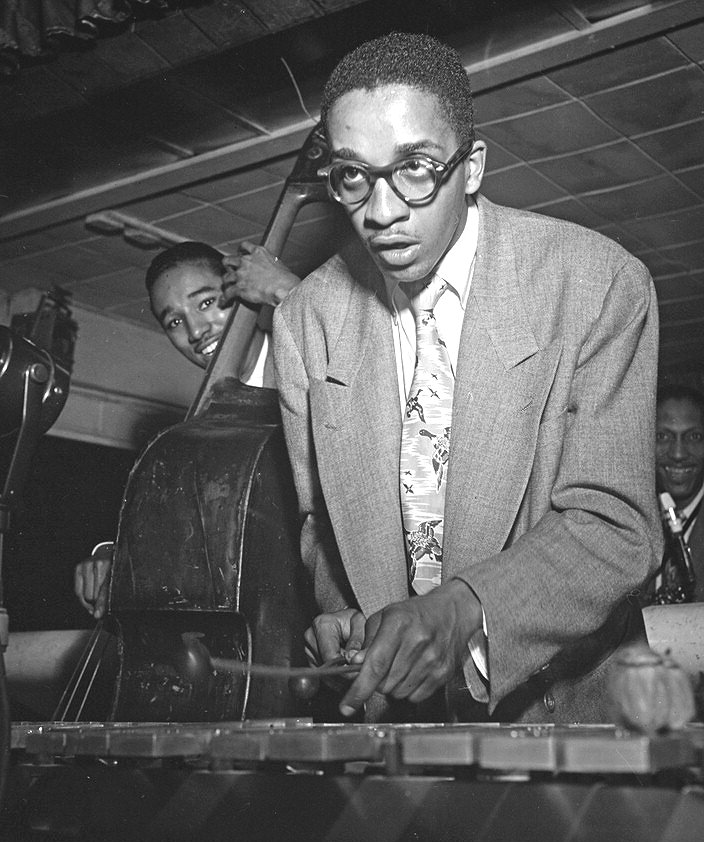
Milt Jackson, ca. 1946–1948. Fotografie von William P. Gottlieb

C. Michael Bailey schrieb in All About Jazz, Hanna biete eine expansive Breite des amerikanischen Songkanons. Er spiele mit dem Titelstück eine lockere Cole-Porter-Einlage und eine sehr balladeske Fassung von You’d Be So Nice to Come Home To. Die zwei Sondheim-Kompositionen, Comedy Tonight und Send in the Clowns zieren das Paket, die jeweils mit Sensibilität und Einfallsreichtum gespielt würden. Der Höhepunkt der Aufnahme ist nach Ansicht des Autors Hannas eigene Komposition Bags – A Tribute, die eine Reihe von Variationen über Milt Jacksons Bags’ Groove darstellt. Das sei aufregend und gut durchgeführt. „Sir Roland Hanna hat uns einen schönen Liebesbrief in Form von Everything I Love hinterlassen“, resümiert Bailey. „Wir sind damit gesegnet, dass er vor seiner Abreise an uns gedacht hat.“
Doug Ramsey meinte in JazzTimes, „Durch diese Sammlung von 13 Liedern unterhält und erleuchtet Hanna mit Inspiration und einem Eklektizismus, der seine Fähigkeit, die Musik auf den Punkt zu bringen, nie beeinträchtigt.“
Nach Ansicht von Richard Cook und Brian Morton, die das Album mit drei (von vier) Sternen bewerteten, ist Everything I Love  wie auch Tributaries: Reflections on Tommy Flanagan „eine sehr solide Solo-Veröffentlichung“ Hannas. Zu den Höhepunkten der Platte zählen die Autoren All Blues, in dem Hanna geschickte Modulationen spiele, Send in the Clowns, dem der Pianist eine sehr dramatische Qualität gebe, und das Milt-Jackson-Tribut. Insgesamt sei dies ein schön aufgenommenes Album „mit einem satten und treuen Klavierklang.“